# 西原古墳群
西原古墳群（にしはらこふんぐん）は、埼玉県東松山市上唐子字西原にある古墳群。
菅谷台地東端の緩やかな傾斜面に築造された。かつて、7基の古墳が確認されていたが、1974年(昭和49年)に国道245号バイパスの建設に伴い3基の古墳（西原1号〜3号墳）が破壊された。このとき1号墳の横穴式石室から方頭大刀と銅腕が発掘されている。現在、墳丘がおおかた削平されている5号〜7号墳が現存する。

## 西原1号墳
東西8メートル・南北13メートル・高さ1.25メートル。墳形は方墳に近く、河原石による葺き石が施されている。主体部は緑泥片岩と川原石を用いた、胴張りのある複室構造の横穴式石室で、全長9メートル、玄室幅4.2メートル・高さ3メートルをはかる。副葬品は、鉄鏃7、方頭大刀1、銅腕1が出土している。
出土品は平成18年3月24日付けで東松山市有形文化財に指定された。